# Heggarmathavani, Chikmagalur
Heggarmathavani là một làng thuộc tehsil Chikmagalur, huyện Chikmagalur, bang Karnataka, Ấn Độ.